# Felix Grundy
Pour les articles homonymes, voir Grundy.
Felix Grundy, né le 11 septembre 1777 et mort le 19 décembre 1840, est un juriste ayant été sénateur du Tennessee à deux reprises, une première fois de 1829 à 1838 et une seconde fois entre 1839 et 1840, année de sa mort. Grundy a également été procureur général des États-Unis dans l'administration Van Buren, un poste qu'il a choisi de quitter en 1839, un an après avoir été nommé, afin de redevenir sénateur du Tennessee.

## Biographie
Felix Grundy est né le 11 septembre 1777 dans le comté de Berkeley en Virginie. Mais en 1780 il s'installe avec ses parents dans le Kentucky où il est éduqué à la maison puis dans une école de Bardstown ce qui ne l'empêche pas, par la suite, d'étudier le droit et d'entrer au barreau en 1797.
Grundy s'engage dès 1799 dans la politique en devenant membre du congrès constitutionnel du Kentucky. C'est ainsi que de 1800 à 1805 il est membre de la Chambre des représentants du Kentucky, avant de devenir juge puis juge en chef de la Cour suprême de l'État. Cependant, Grundy abandonne la Cour suprême et le Kentucky, et déménage en 1807 dans le Tennessee où il reprend sa carrière politique : il siège à la Chambre des représentants du Tennessee de 1819 à 1825 puis au Sénat des États-Unis entre 1829 et 1838. Il est nommé procureur général des États-Unis par Martin Van Buren en 1838 et abandonne donc son poste de sénateur. Grundy démissionne rapidement, dès l'année 1839, afin de pouvoir être réélu sénateur (en tant que démocrate). Il meurt le 19 décembre 1840 à Nashville dans le Tennessee.